# Mastigoptila ventricornuta
Mastigoptila ventricornuta är en nattsländeart som beskrevs av Oliver S. Flint Jr. 1967. Mastigoptila ventricornuta ingår i släktet Mastigoptila och familjen stenhusnattsländor. Inga underarter finns listade i Catalogue of Life.